# Johann Tschopp
Johann Tschopp, född 1 juli 1982 i Sierre, Valais, är en schweizisk professionell tävlingscyklist. Han blev professionell 2004 med Phonak Hearing Systems och fick med det schweiziska stallet tävla i Giro d'Italia två gånger. Han är en duktig klättrare eftersom han är lätt, han väger 62 kilo och är 172 centimeter lång.
Tschopp vann de schweiziska marathonmästerskapen i mountainbike 2005.
Sedan 2007 tävlar Tschopp för UCI ProTour-stallet Bouygues Télécom. Under sin första säsong med stallet fick han cykla Tour de France med stallet. Han slutade på 93:e plats i tävlingens slutställning det året. 
Säsongen 2009 började bra när Tschopp slutade tvåa på La Tropicale Amissa Bongo i Gabon den 14 januari. Han slutade tvåa bakom den ryska cyklisten Dmitrij Sokolov. Tschopp vann sedan etapp 4 av tävlingen.

## Meriter
2003 – U23
2:a,  Bergsmästerskapen
2:a, Sierre–Loye
3:a,  Nationsmästerskapen i cykelcross
2005
2:a, Österrike runt
2:a, etapp 2, Österrike runt
2006
2:a, Ungdomstävlingen, Tour de Georgia
2009
1:a, etapp 4, La Tropicale Amissa Bongo
2:a, etapp 2, La Tropicale Amissa Bongo

## Stall
- Phonak Hearing Systems (stagiaire) 2003
- Phonak Hearing Systems 2004–2006
- Bouygues Télécom 2007–2010
- BMC Racing Team 2011–